# Riccardo Bisogniero
Riccardo Bisogniero, italijanski general, * 9. februar 1923, Rim, † 13. marec 2018.
V svoji vojaški karieri je Bisogniero bil: vojaški ataše v Beogradu, poveljnik 8. bersaljerskega polka, poveljnik 3. korpusa, poveljujoči general Korpusa karabinjerjev (1984-1986) in načelnik Obrambnega štaba Italije (1986-1988).